# Златник

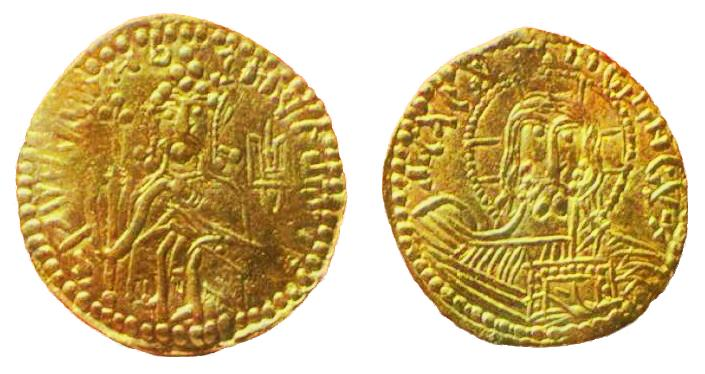
Златник Владимира из коллекции Эрмитажа

Златник (также — золотник) — первая древнерусская золотая монета, чеканившаяся в Киеве в конце Х — начале XI века вскоре после Крещения Руси князем Владимиром.
Настоящее название этих монет неизвестно, термин «златник» используется в нумизматике традиционно и известен по тексту русско-византийского договора 912 года Вещего Олега. Всего найдено 12 таких монет.

## Описание монетного типа

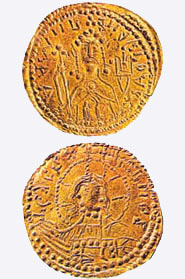

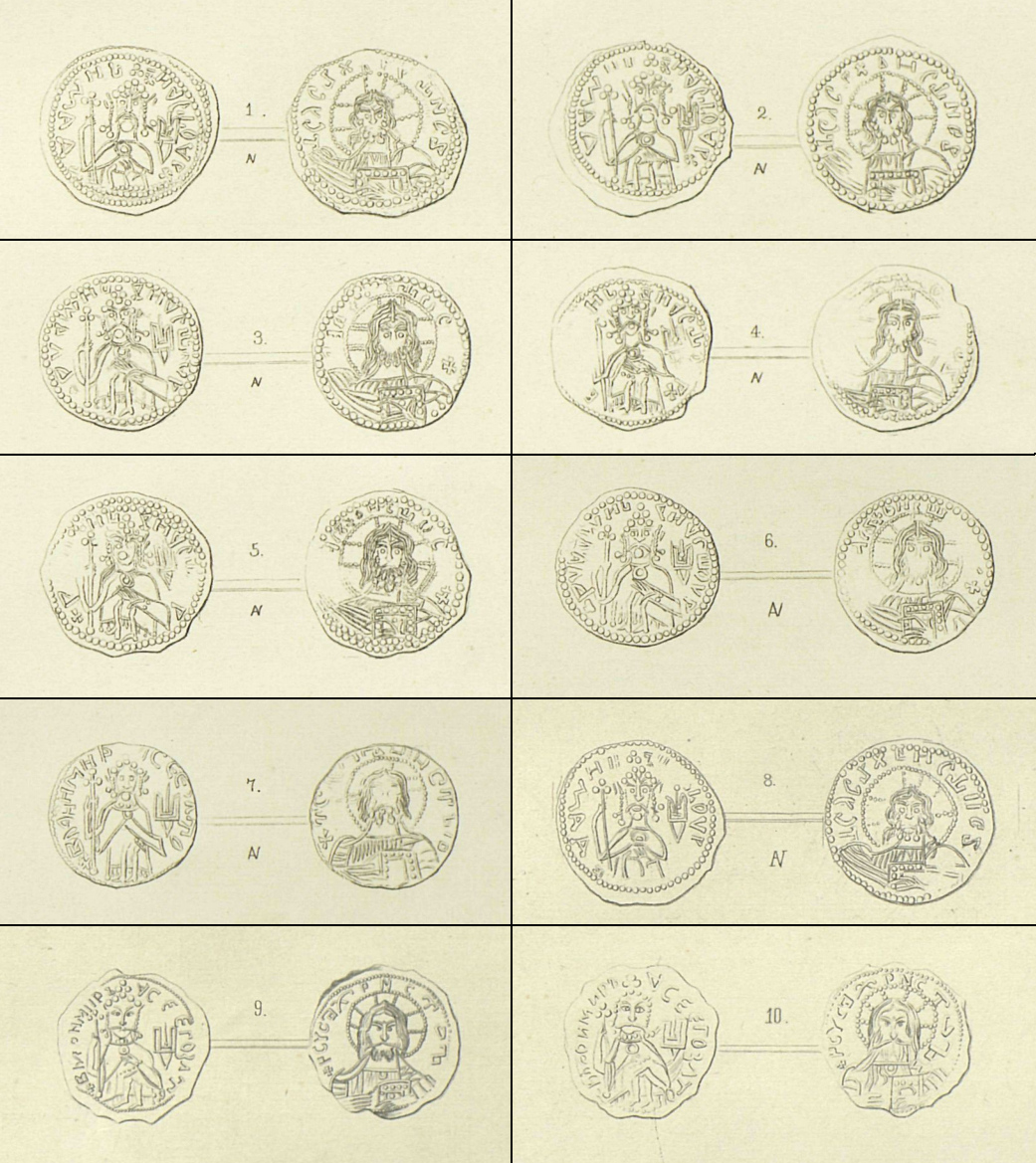
Златники князя Владимира. 1-6 — экземпляры Эрмитажа, 7 — Национальный музей истории Украины, 8 — Одесский археологический музей, 9-10 — рисунки утерянного экземпляра Могилянского.

- Реверс: грудной портрет князя Владимира в шапке с подвесками, увенчанной крестом. Внизу схематично изображены согнутые ноги. Правой рукой князь держит крест, левая рука на груди. Над левым плечом показан характерный трезубец, родовой знак Рюриковичей. Вокруг по кругу надпись кириллицей: ВЛАДИМИРЪ НА СТОЛѢ[4] (то есть Владимир на престоле). На двух монетах из известных 12 надпись другая: ВЛАДИМИРЪ А СЕ ЕГО ЗЛАТО.
- Аверс: лик Христа с Евангелием в левой руке и с благословляющей правой рукой. По кругу надпись: ІСУСЪ ХРИСТОСЪ.
- Диаметр монет 19—24 мм, вес 4,0—4,4 г

Все известные златники отчеканены сопряжёнными штемпелями — вероятнее всего, щипцами, в которых жёстко крепились монетные штемпели. Каждому известному штемпелю аверса монеты соответствует единственный штемпель реверса.
Всего по сохранившимся экземплярам монет известны шесть пар штемпелей, из которых три, считающиеся наиболее ранними, вырезаны одним и тем же мастером и несут на аверсе надпись «Владимир на столе». Изображения и надписи на этих штемпелях выполнены тщательно и в едином стиле с небольшими вариациями. Четвёртая пара штемпелей изготовлена более грубо, в легенде аверса пропущена буква. Высказываются сомнения в подлинности монеты, отчеканенной этими штемпелями. Пятый и шестой штемпели копировались с предыдущих менее умелым мастером: общий рисунок сохранён, однако резчик принял благословляющую правую руку Христа на реверсе за складки одежды и добавил на своём штемпеле руку, прижатую к груди, а буквы надписей расположил основаниями к краю монеты, а не к центру.

## История златника
Первый златник был приобретён Г. Бунге в 1796 году в Киеве у солдата, который получил его в подарок от матери. В 1815 году киевский коллекционер Могилянский выкупил монету у Бунге, но вскоре потерял её. Монета стала известна среди коллекционеров по гипсовому слепку. Первоначально златники и сребреники считались сербскими или болгарскими подражаниями византийской чеканке, однако последующие находки в составе кладов (например, найденный в 1804 году в Пинске и переданный в Эрмитаж клад византийских солидов XI века с несколькими златниками Владимира), тщательные исследования монет и расшифровка надписей позволили установить их древнерусское происхождение.
Это открытие заставило пересмотреть всю коллекцию византийских монет в собрании Эрмитажа. Среди монет, найденных под Пинском, были обнаружены 6 златников. С увеличением находок монет, в основном сребреников, был преодолён определённый скепсис по поводу существования монетной системы в Киевской Руси в конце X века. Окончательно сомнения отпали в 1852 году после находки в Нежине клада из более чем двухсот серебряных монет. Впоследствии были найдены ещё несколько кладов с серебренниками, которые в основном разошлись по частным коллекциям.
Ещё 3 златника в составе клада золотых монет Византии обнаружены на берегу р. Конки на Кинбурнской косе в 1863 г. Сейчас эти 3 экземпляра хранятся в ГИМе, Эрмитаже и Одесском археологическом музее. После появления в 1878 г. златника, происхождение которого доподлинно неизвестно, но который впоследствии пополнил собрание Национального музея истории Украины, более века новых находок златников не было.
Однако летом 2016 г. златник вместе с 8 золотыми византийскими монетами и 1 золотым перстнеобразным височным кольцом был приобретен московским коллекционером у одного из нумизматических дилеров США и ввезен в Россию. Все предметы составляют единый комплекс, поступивший от одного лица. По сообщению, оставленному бывшим владельцем, монеты и золотое кольцо были найдены вместе в середине 1980-х годов в СССР в д. Охово Пинского района Брестской области.
В настоящее время известно местонахождение 11 из 12 обнаруженных златников. В Эрмитаже — 7, в ГИМе — 1, в Национальном музее истории Украины — 1, в Одесском археологическом музее — 1, в частной коллекции в России — 1.
Эта монета является очень редкой и дорогой, поэтому её достаточно часто подделывают. Так, в книге «Древнейшие русские монеты Великого княжества Киевского. Нумизматический опыт», изданной графом Иваном Ивановичем Толстым в 1882 году, даётся описание двух таких подделок.

## Общие сведения

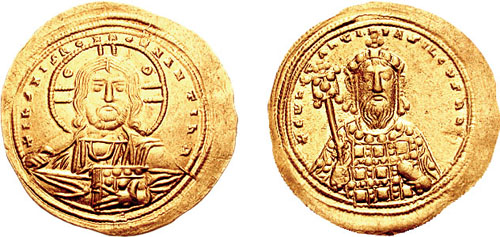
Византийский солид Василия II и Константина VIII, послуживший моделью для златников Владимира

Неоднократно высказывалось предположение, что начало чеканки на Руси собственной монеты (златников и сребреников) не столько отвечало требованиям экономики (денежное обращение Руси было обеспечено привозной византийской, арабской и западноевропейской монетой; своих источников монетного металла на Руси не было), сколько было политической декларацией суверенитета и значимости Русского государства. Чеканка сребреников продолжалась в начале XI века при княжении Святополка и Ярослава, однако чеканка златников после смерти Владимира более не возобновлялась из-за отсутствия сырьевой базы. Судя по малому количеству дошедших до нас экземпляров, выпуск златников был крайне непродолжительным по времени (возможно, один-два года) и невелик по объёмам. Тем не менее все известные сейчас экземпляры златников найдены в кладах вместе с другими монетами того времени и носят следы нахождения в обращении — следовательно, эти монеты не были ритуальными, наградными или подарочными. В XI веке, судя по находкам этих монет в кладах в Пинске и Кинбурне, златники участвовали и в международном денежном обращении. 6 из 12 златников, зарегистрированных до настоящего времени, происходят из пинского клада.

## Интересные факты

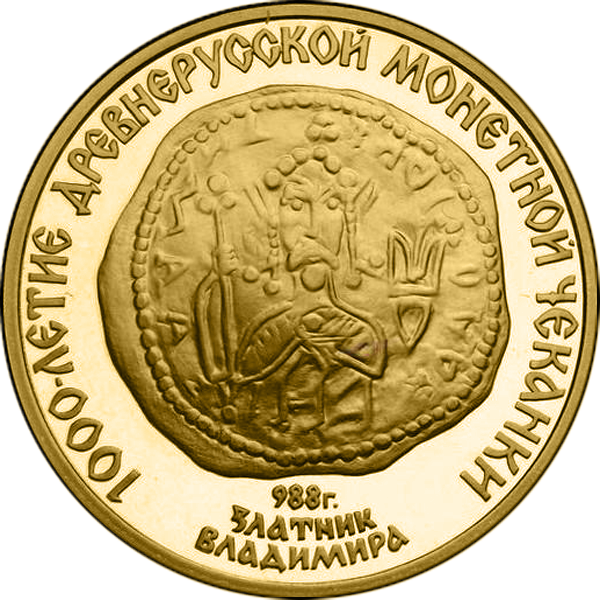
Юбилейная золотая монета «Златник Владимира»

- Монетные кружки для чеканки отливались в складных формах, что объясняет наличие заметных на золотниках дефектов литья.
- Масса златника (около 4,2 г) в дальнейшем была положена в основу русской весовой единицы — золотника.
- Появление монет русской чеканки стало следствием оживления торговых и культурных связей с Византией. Очевидной моделью для златников Владимира были византийские солиды императоров Василия II и Константина VIII, на которые златники похожи и весом (около 4,2 грамма), и расположением изображений.
- В 1988 году в СССР в ознаменование 1000-летия древнерусской монетной чеканки была выпущена юбилейная золотая монета номиналом 100 рублей с изображением златника Владимира.